# Kabinetsformatie Nederland 1971

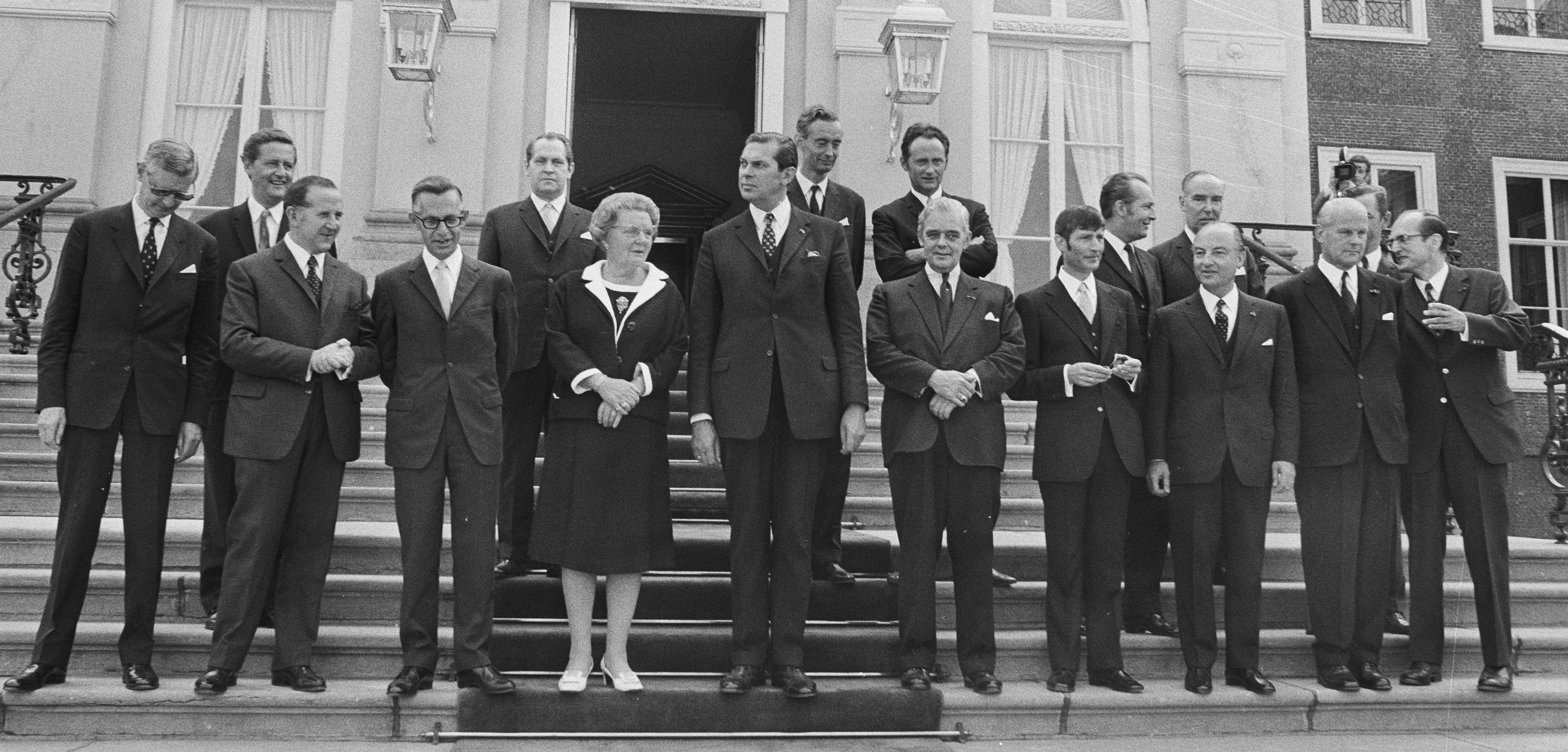
De ministers van het kabinet-Biesheuvel I met in hun midden koningin Juliana

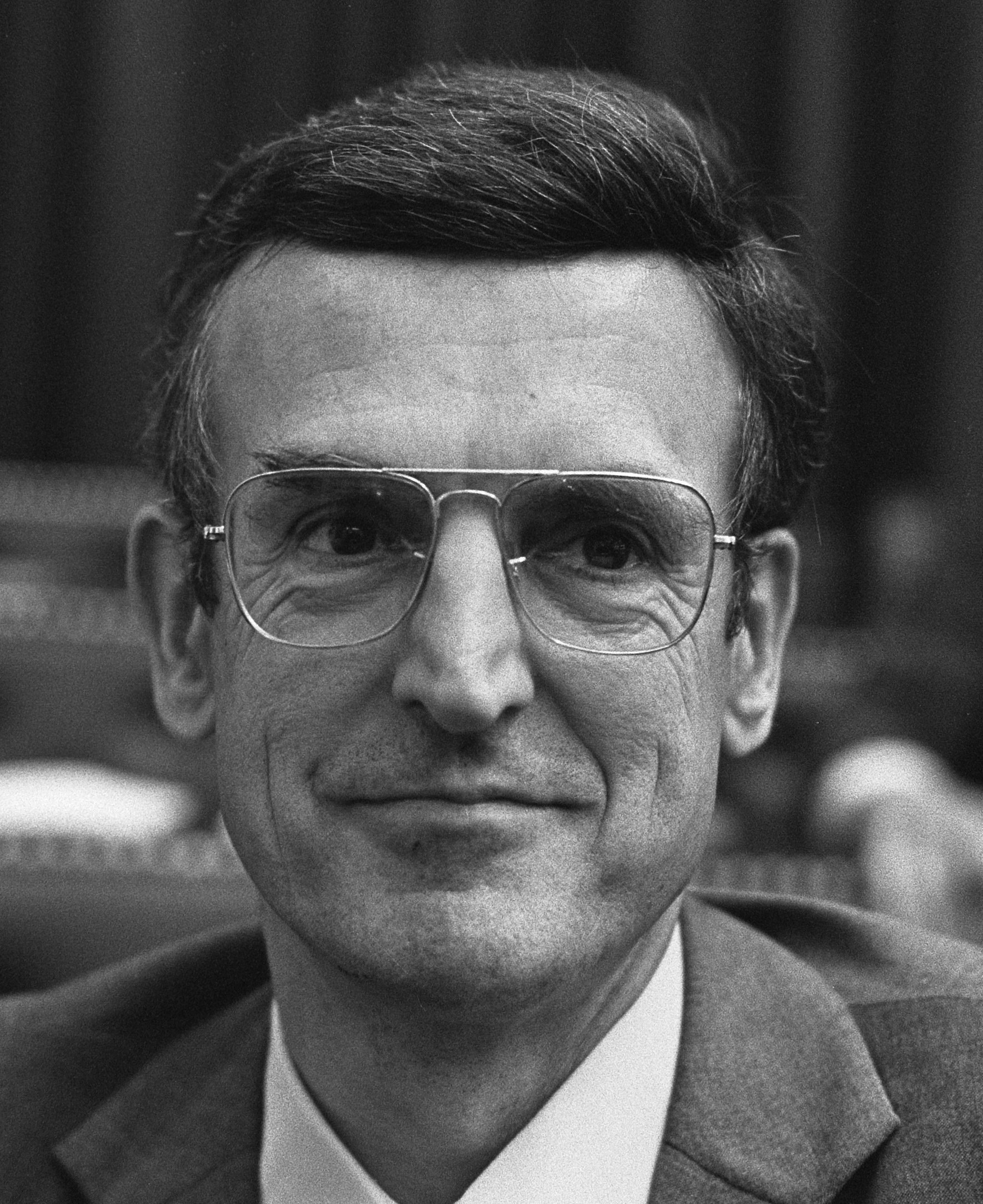
Willem Drees jr.

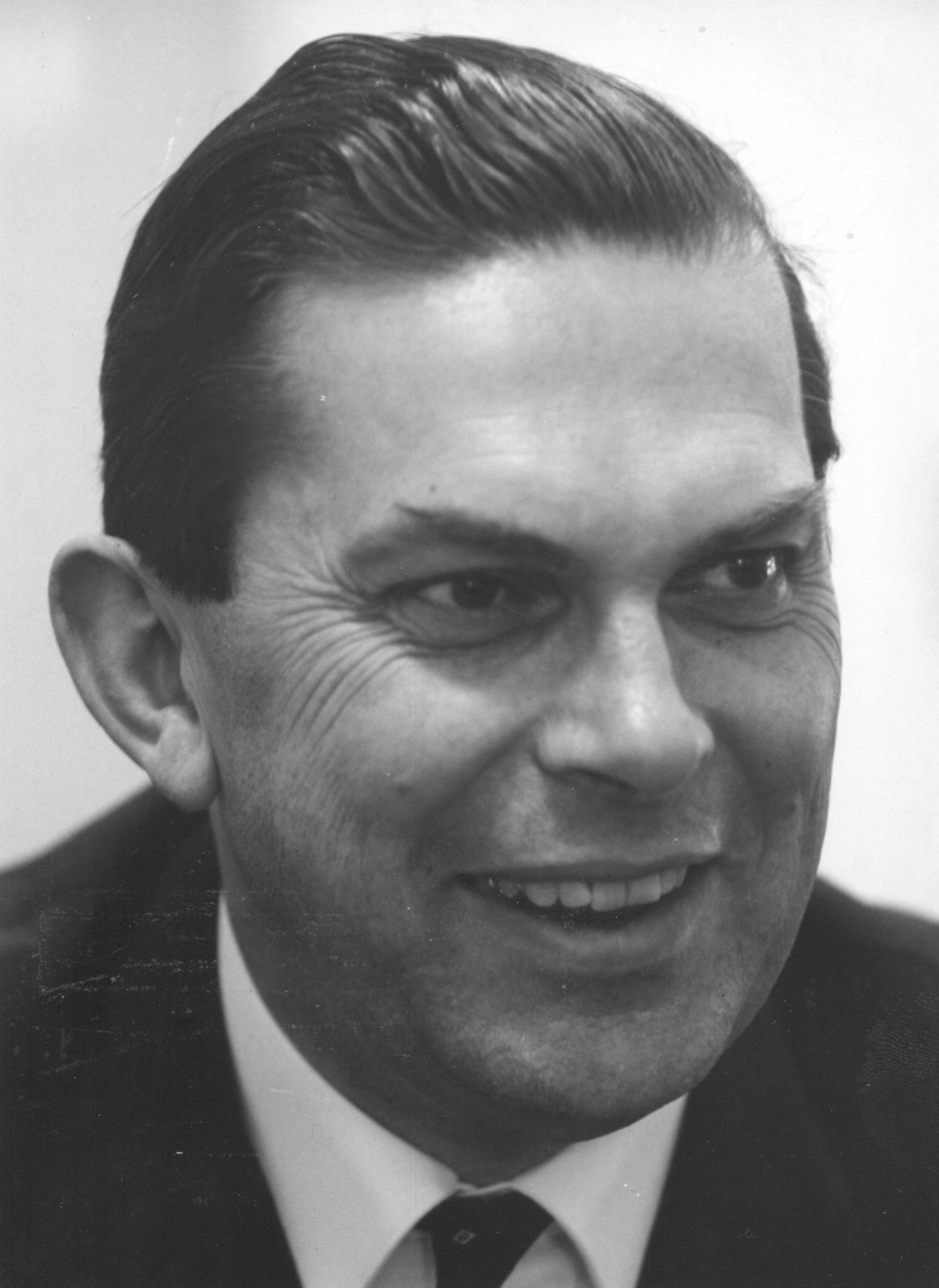
Barend Biesheuvel

De Nederlandse kabinetsformatie van 1971 volgde op de Tweede Kamerverkiezingen van 28 april dat jaar en leidde, na 54 dagen, tot de formatie van het kabinet-Biesheuvel I. 

## Achtergrond
De verkiezingen volgden na het einde van de regeerperiode van het kabinet-De Jong, een kabinet onder leiding van KVP'er Piet de Jong dat tegen veler verwachting in de rit had uitgezeten. Inzet bij de verkiezingen van de vier partijen die dit kabinet schraagden (naast de KVP waren dat VVD, ARP en CHU) was de voortzetting van het kabinetsbeleid. Van de PvdA had zich inmiddels een groep afgescheiden die zich niet kon vinden in de - onder invloed van Nieuw Links steeds linkser wordende - partijkoers. Deze groep stond onder leiding van Willem Drees jr. en zou aan de verkiezingen deelnemen onder de naam DS'70. De KVP had niet haar premier De Jong, maar diens minister van onderwijs Gerard Veringa naar voren geschoven als lijsttrekker. De KVP-fractie weigerde De Jong aan te stellen als lijsttrekker bij de volgende Tweede Kamer-verkiezingen. Hij zou dan namelijk weer kans maken op een vernieuwd premierschap. De PvdA had echter laten weten niet meer met hem te willen regeren. Aangezien de KVP de socialisten niet opnieuw wilde uitsluiten, werd De Jong geofferd. Tijdens zijn premierschap werd De Jong door de media beschuldigd van te weinig daadkracht en werd hij veelvuldig bestempeld als ouderwets. Tegenwoordig staat De Jong in hoog aanzien, maar destijds gold hij als een halve mislukking.

### Verkiezingen
DS'70 van Drees junior kwam met acht zetels de Tweede Kamer binnen. Ook de PvdA won (twee zetels) en werd voor het eerst sinds 1956 weer de grootste partij. Van groot belang was verder dat, door het verlies van KVP (zeven zetels), CHU (twee zetels), ARP (twee zetels) en VVD (een zetel), het de eerste keer was dat de drie confessionele partijen samen met de VVD geen meerderheid in de Tweede Kamer meer hadden. Een andere winnaar van de verkiezingen was D'66 dat van zeven naar elf zetels ging. De Boerenpartij van Hendrik Koekoek verloor zes van haar zeven zetels.

## Kamerdebat
Vlak voor de verkiezingen had de Tweede Kamer het zichzelf, door de aanname van de motie-Kolfschoten mogelijk gemaakt om een (in)formateur aan te stellen. Na de verkiezingen volgde dan ook een debat in de Kamer dat dit tot inzet had. De meeste partijen wensten in dat debat evenwel hun kruit droog te houden. De zittende coalitie had haar meerderheid verloren. Een centrumlinkse coalitie van PvdA en KVP was mogelijk, maar beide partijen wantrouwden elkaar sinds de Nacht van Schmelzer zeer en voelden eigenlijk niets voor samenwerking. Onduidelijk was wat de positie van nieuwkomer DS'70 zou zijn. Hans van Mierlo was namens D'66 de enige die conform de motie-Kolfschoten een voordracht deed. Hij droeg PvdA-leider Joop den Uyl voor als formateur van een progressief minderheidskabinet. Dit idee werd door de meerderheid van de Kamer verworpen.

## Koningin aan zet
Hierna verliep de formatie weer naar de oude gewoonten en tradities. Koningin Juliana consulteerde de fractievoorzitters in de Tweede Kamer en haar gebruikelijke adviseurs en benoemde vervolgens de katholieke hoogleraar Piet Steenkamp tot informateur. Deze zag zich gedwongen eerst de centrumlinkse combinatie te onderzoeken, maar al snel werd duidelijk dat dit niet haalbaar was. Een oplossing werd gevonden door DS'70 te vragen deel te nemen aan een te vormen coalitie. De nieuwe partij van de "jonge Drees" (zoon van voormalig minister-president Willem Drees) stemde hierin toe. De informateur benoemde uit de vijf partijen die de coalitie zouden gaan vormen twee commissies die oplossingen moesten zoeken voor de meest prangende meningsverschillen. Die liggen vooral op het terrein van de financiën en van de regelingen rond abortus. Hoewel de onderhandelingen stroef verliepen, werd de formatie vervolgens succesvol afgerond door de beoogd premier Barend Biesheuvel (ARP). Hij had in 1967 al eens gepoogd een kabinet te formeren, maar was daarin toen niet geslaagd. Hoewel de KVP de grootste partij was, leverde deze partij de premier niet. In die tijd was het ten eerste nog geen wet van Meden en Perzen dat de grootste regeringspartij de premier leverde, anderzijds had de KVP, na het passeren van oud-premier De Jong voor het lijsttrekkerschap, geen voor de hand liggende kandidaat.
1848 · 1849 · 1853 · 1856 · 1858 · 1860 · 1861 · 1862 · jan-feb 1866 · mei-jun 1866 · 1868 · 1870-'71 · 1872 · 1874 · 1877 · 1879 · 1882 · 1883 · 1888 · 1891 · 1894 · 1897 · 1901 · 1905 · 1907 · 1907-'08 · 1913 · 1918 · 1921 · 1922 ·
1923-'24 · 1925 · 1925-'26 · 1929 · 1933 · 1935 · 1937 · jun-jul 1939 · aug 1939 · 1940 · 1941 · feb 1945 · mei-jun 1945 · 1946 · 1948 · 1951 · 1952 · 1955 · 1956 · 1958 · 1959 · 1960-'61 · 1963 · 1965 · 1966 · 1967 · 1971 · 1972 · 1972-'73 · 1977 · 1981 · mei-jun 1982 · sep-nov 1982 · 1986 · 1989 · 1994 · 1998 · 1999 · 2002 · 2003 · 2006 · 2006-'07 · 2010 · 2012 · 2017 · 2021-'22 · 2023-'24